# Frankenstein Junior
Frankenstein Junior (Originaltitel: Young Frankenstein) ist eine Horrorkomödie des auf Filmparodien spezialisierten Regisseurs Mel Brooks aus dem Jahr 1974. Der Film parodiert die Frankenstein-Verfilmungen Frankenstein, Frankensteins Braut und Frankensteins Sohn. Am 8. November 2007 hatte eine von Mel Brooks geschriebene Musical-Version von Frankenstein Junior am Broadway Premiere.

## Handlung
Der Neurochirurg Dr. Frederick Frankenstein distanziert sich (beispielsweise durch eine andere Aussprache seines Namens, „Fronkensteen“) von seinem Großvater, der einst versucht hatte, toter Materie Leben einzuhauchen. Als der Anwalt Gerhard Falkstein ihm eines Tages nach einer Vorlesung mitteilt, er habe das alte Familienschloss geerbt, reist Frederick nach Transsylvanien. Dort begegnen ihm der bucklige Igor (der seinen Buckel mal links, mal rechts trägt) und die hübsche Laborassistentin Inga. Auf der Burg werden die drei von der Haushälterin Frau Blücher empfangen, die Dr. Frankenstein im Zimmer seines Großvaters Viktor unterbringt.
In der Nacht entdecken Frederick, Inga und Igor hinter dem Bücherregal einen Geheimgang, der sie zu Labor und Privatbibliothek des Viktor Frankenstein führt. Von einem der dortigen Bücher (dessen Titel „How I did it“ aus der englischen Originalversion von der deutschen Synchronisation mit „Wie ich tat es“ übersetzt wird) lässt sich Frederick für die Ideen seines Großvaters begeistern und gräbt bald mit Igor auf dem Friedhof eine Leiche aus. Igor soll in einer Gehirnbank das Gehirn des Genies Hans Delbrück stehlen, lässt dieses aber versehentlich fallen und bringt Frankenstein stattdessen ein „abnormales“ Gehirn, ohne dies allerdings zu erwähnen. Fredericks Versuch, seine Kreatur mit Hilfe eines Gewitters zum Leben zu erwecken, scheint zunächst fehlzuschlagen.
Zur gleichen Zeit regt sich im Dorf Unmut über Frankensteins Anwesenheit. Polizeiinspektor Kemp, dessen rechter Arm eine Prothese ist, verspricht, Frederick einen Besuch abzustatten und zu ergründen, ob dieser wirklich die Arbeit seines Großvaters fortsetzen will. Als Frederick während des Abendessens bereits der Verzweiflung nahe ist, hört er gemeinsam mit Inga und Igor die inzwischen zum Leben erwachte Kreatur knurren. Die drei stürmen ins Labor und Frederick löst seine Fesseln. Als Igor ein Streichholz entzündet, reagiert die Kreatur panisch und greift ihren Schöpfer an. Daraufhin muss Igor dem wütenden Frederick gestehen, dass er ein abnormes Gehirn mitgenommen hat. Mitten in dieses Gespräch platzt die Ankunft von Polizeiinspektor Kemp, den Frederick während einer Runde Darts beruhigen kann, dass die Befürchtungen der Dorfbewohner grundlos seien. Als Frederick mit seinen beiden Assistenten ins Labor zurückkehrt, finden sie dort Frau Blücher vor, die dem Monster zur Flucht verhilft und gesteht, dass sie Viktors Geliebte war und arrangiert hat, dass Frederick dessen Arbeit fortführt.
Auf seiner Flucht macht das Monster Bekanntschaft mit einem kleinen Mädchen, das mit ihm spielt, und mit einem einsamen blinden Eremiten, der das Monster bewirtet. Frederick fängt die Kreatur wieder ein, besänftigt sie und tritt mit ihr öffentlich auf: Frankenstein und die Kreatur geben im Frack eine Step- und Musiknummer von Puttin’ on the Ritz zum Besten. Ein platzender Scheinwerfer versetzt die Kreatur in Panik und es entwickelt sich ein Tumult. Daraufhin wird das Monster eingefangen und in Ketten gelegt. Just in dem Moment, als sich Frederick mit Inga von seinem Kummer ablenkt, kündigt Fredericks Verlobte Elizabeth ihren Besuch an.
Als der wachhabende Gefängniswärter ein Streichholz anzündet, gerät das Monster erneut in Panik, zerreißt seine Ketten und flieht. Es entführt Elizabeth, wobei es sich als feuriger Liebhaber offenbart. Durch Geigespielen angelockt, kehrt es wieder zu Frankenstein zurück. Als Frederick sich und das Monster an die Maschine anschließt, um mit seinem Verstand seine Kreatur zu stabilisieren, stürmen die Dorfbewohner die Burg, werden jedoch von einer Ansprache des plötzlich sprechend und kultiviert auftretenden Monsters beruhigt. Der Film bietet ein Happy End: Frederick heiratet Inga, Elizabeth heiratet das Monster. Inga stellt in der Hochzeitsnacht erfreut fest, dass bei der Übertragungsprozedur gewisse gut dimensionierte Körperteile des Monsters offenbar auf Frederick übergegangen sind.

## Synchronisation
Die deutsche Synchronfassung entstand bei der Berliner Synchron. Klaus Havenstein schrieb das Dialogbuch und Dietmar Behnke führte Regie.
| Rolle                                        | Darsteller      | Synchronsprecher  |
| -------------------------------------------- | --------------- | ----------------- |
| Dr. Frederick Frankenstein                   | Gene Wilder     | Jürgen Thormann   |
| das Monster                                  | Peter Boyle     | Edgar Ott         |
| Igor                                         | Marty Feldman   | Joachim Kemmer    |
| Elizabeth                                    | Madeline Kahn   | Ursula Herwig     |
| Frau Blücher                                 | Cloris Leachman | Christine Gerlach |
| Inga                                         | Teri Garr       | Helgard Bruckhaus |
| Harold, blinder Einsiedler                   | Gene Hackman    | Klaus Havenstein  |
| Polizeiinspektor Hans Wilhelm Friedrich Kemp | Kenneth Mars    | Arnold Marquis    |

## Auszeichnungen
- 1975: Oscar-Nominierung in den Kategorien „Bester Ton“ und „Bestes Drehbuch“
- 1975: Nominierung für den „WGA Award“ als beste „Komödienadaption“
- 1975: Golden-Globe-Nominierungen in den Kategorien „Beste Schauspielerin – Musical oder Comedy“ (Cloris Leachman) und „Beste Nebendarstellerin“ (Madeline Kahn)
- 1976: Golden Scroll als bester Horrorfilm, für die beste Regie, das beste Make-up, die beste Ausstattung und den besten Nebendarsteller (Marty Feldman)
- 1976: Nebula Award für das beste Drama
- 1977: Goldene Leinwand
- 2003: Aufnahme in das „National Film Registry“

## Heimkino-Erstauswertung
Bereits 1978 erschien eine sogenannte „Selected Scenes Edition“ für das damals populäre Super-8-Heimkino. Der Handlungsstrang der gut editierten 17-Minuten-Fassung enthält die ungekürzte Sequenz mit Gene Hackman als blindem Einsiedler.

## Kritiken
„‚Young Frankenstein‘ (‚Frankenstein Junior‘) wie fast alle Filme von Mel Brooks eine etwas zu laute und platte Slapstick-Parodie auf ein Filmgenre, huldigte in nostalgischem Schwarzweiß und mit offensichtlichem Respekt der Theatralik James Whales und vor allem den nahezu perfekt nachgebildeten Kulissen Herman Rosses.“

„Eine dank vieler geistreicher Einfälle recht gelungene Parodie des Frankenstein-Mythos.“

## Trivia
- Für die Laborszenen wurden die Originalgeräte aus dem Film von 1931 wiederverwendet.
- Die drei Akkorde bei Einblendung des Filmtitels wurden als Unterlegung für das weit verbreitete Youtube-Video Dramatic Look beziehungsweise Dramatic Chipmunk genutzt.
- Der Schauspieler Gene Hackman, der im Film die Rolle des Einsiedlers spielt, wird im Vorspann nicht erwähnt, wohl aber im Abspann.
- Das Motiv des Nachkommen, der seinem Vorfahren verblüffend ähnlich sieht, dessen Schloss erbt und dort dessen unheimliche Praktiken wiederholt, erscheint bereits im Horrorstreifen Die Folterkammer des Hexenjägers (The Haunted Palace) von Roger Corman aus dem Jahr 1963.
- Ein Running Gag im Film ist, dass immer wenn der Name der Haushälterin Blücher ausgesprochen wird, die Pferde das Wiehern anfangen, selbst wenn diese gar nicht in hörbarer Nähe sind.
- In dem transsilvanischen Ort sind die Beschriftungen alle in Deutsch, wie z. B. Stadt, Zug, Bierstube, Gasthaus, Tabak, Wein usw. Dies ist dem Umstand geschuldet, dass Transsylvanien bis 1918 ein Teil der Habsburgermonarchie war.

## Veröffentlichung
- DVD: Frankenstein Junior. Twentieth Century Fox Home Entertainment 2001
- Blu-Ray: Frankenstein Junior. Twentieth Century Fox Home Entertainment 2008